# Sandra Hengst
Sandra Hengst (* 12. April 1973) ist eine ehemalige deutsche Fußballspielerin.

## Karriere

### Vereine
Die Mittelfeldspielerin begann ihre Karriere beim KBC Duisburg, mit dem sie sich 1990 für die neu eingeführte Bundesliga qualifizierte. 1993 wechselte sie zu Grün-Weiß Brauweiler. Mit diesem Verein wurde sie Zweiter der Deutschen Meisterschaft, Pokalsieger und Supercup-Sieger. Sie beendete ihre Karriere beim FC Rumeln-Kaldenhausen.

### Nationalmannschaft
Ihr Debüt in der A-Nationalmannschaft gab sie am 14. Oktober 1990 in Sopron beim 4:0-Sieg über die Nationalmannschaft Ungarns. 1991 errang sie mit der A-Nationalmannschaft den Titel des Europameisters. Für das EM-Turnier war sie gezwungen sich vom Schulunterricht befreien zu lassen. Insgesamt absolvierte sie sieben Länderspiele. In ihrem letzten am 28. Mai 1992 in Sofia gegen die Nationalmannschaft Jugoslawiens erzielte sie mit dem 1:0-Führungstor (Endstand 3-0) auch ihr einziges Länderspieltor. 

## Erfolge
- Europameister 1991
- DFB-Pokal -Sieger 1994
- DFB-Supercup-Sieger 1994